# Vezmeš si mě za mrtvolu?
Vezmeš si mě za mrtvolu? (v originále 關於我和鬼變成家人的那件事) je tchajwanský hraný film z roku 2023, který režíroval Cheng Wei-hao. Premiérově byl odvysílán 10. srpna 2023 na platformě Netflix.

## Děj
Tchajwanský homofobní policista Wu Ming-han se omylem připlete k věštbě. Musí se oženit s duchem zesnulého mladíka, jinak ho bude v životě pronásledovat smůla. Wu Ming-han věštbě nevěří, ale poté, co se mu začnou dít samé nehody a dokonce přijde i o práci, svolí k obřadu. Zesnulý Mao Pang-yu ho začne pronásledovat, ale nechce sňatek, chce dojít k reinkarnaci. Aby toho dosáhl, musí Wu Ming-han přijmout Mao Pang-yuovy ideály ekologického aktivisty a s pomocí své kolegyně Lin Tzu-ching vyšetřit dopravní nehodu, při které Mao Pang-yu přišel o život.

## Obsazení
| Hsu Kuang-han    | Wu Ming-han     |
| Austin Lin       | Mao Pang-yu     |
| Gingle Wang      | Lin Tzu-ching   |
| Tsai Chen-nan    | Lin Hsiao-yuan  |
| Wang Man-Chiao   | Mao Chen A-lan  |
| Tuo Tsung-hua    | Mao Cheng-kuo   |
| Ma Nien-hsien    | Chang Yung-kang |
| Cheng Chih-wei   | kněz v chrámu   |
| Flower Chen      | Chubby          |
| Chang Zhang-xing | A-Gao           |
| Cliff Cho        | Hsiao-Ma        |
| Kurt Hsiao       | policista       |
| Liu Kuan-ting    | policista       |
| Aaron Yan        | Chen Chia-hao   |

## Ocenění
- Filmový festival Taipei: nejlepší scénář (Wei-Hao Cheng a Sharon Wu); nominace na nejlepšího herce (Po-Hung Lin)
- Mezinárodní festival fantastických filmů v Neuchâtelu: cena diváků v asijské soutěži